# کاریتون (تنسی)
کاریتون (به انگلیسی: Corryton) یک منطقهٔ مسکونی در ایالات متحده آمریکا است که در شهرستان ناکس، تنسی واقع شده‌است.